# Остров Льюис (регион)
Лью́ис (также А́йл-оф-Лью́ис) (англ. Lewis, гэльск. Leòdhas [ʎɔː.əs̪] или англ. Isle of Lewis, гэльск. Eilean na Leòdhais) — северная часть острова Льюис-энд-Гаррис в архипелаге Внешние Гебридские острова в Шотландии. Южная часть острова называется Гаррис, однако общего названия (кроме «Льюис и Гаррис») остров не имеет. Исторически Льюис входил в графство Инвернессшир, в то время как Гаррис относился к Россширу.

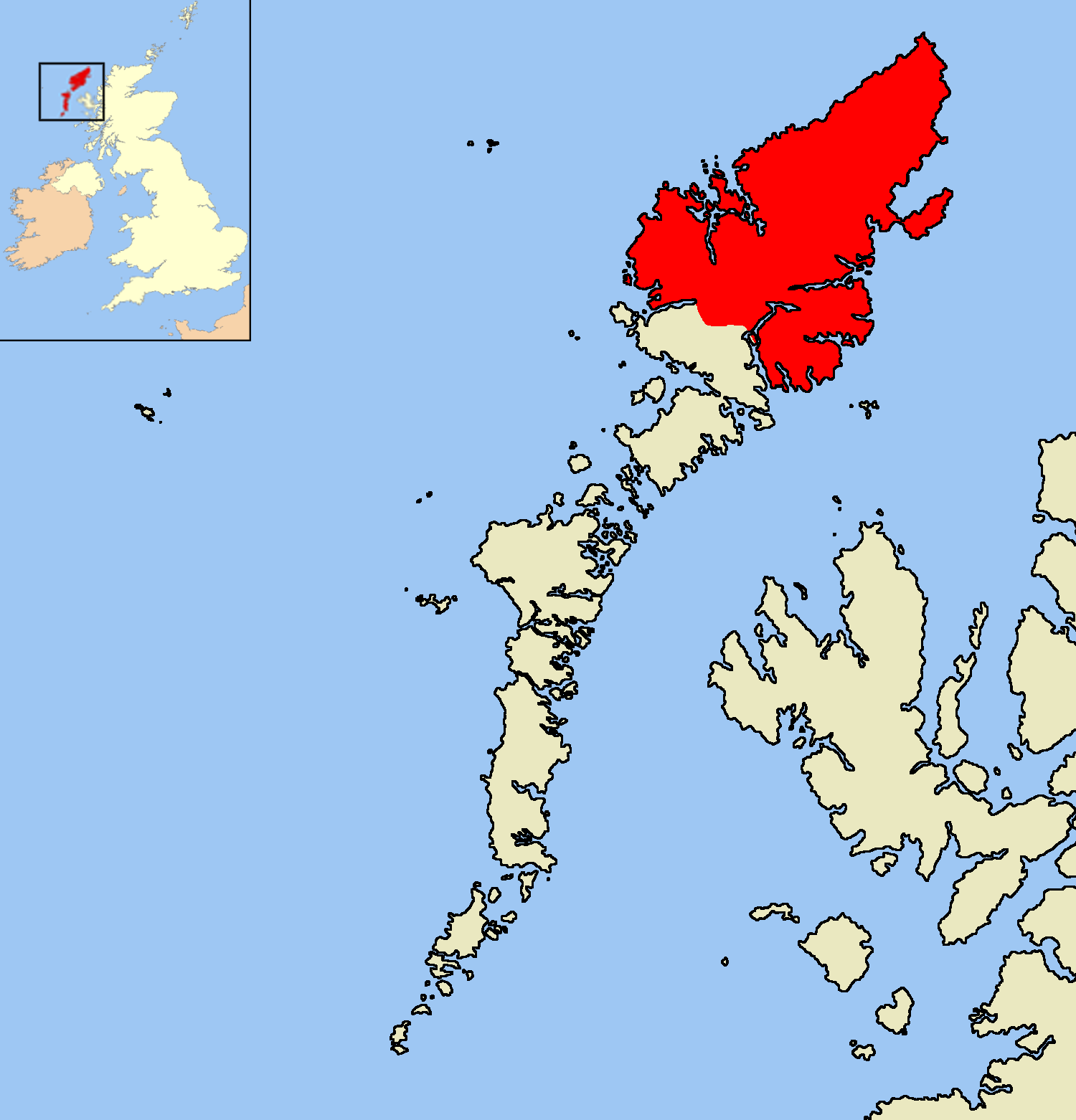
Льюис на карте Внешних Гебридских островов

Льюис-энд-Гаррис входит в состав Внешних Гебрид и отделён от северной части Внутренних Гебрид и побережья Хайленда проливом Норт-Минч (или просто Минч). Льюис имеет площадь 1770 кв. км. и занимает северные ¾ острова. Граница между частями проходит по линии соединяющей восточный край залива Лох-Ресорт и залив Лох-Сифорт.
За исключением небольших районов на юге с холмами высотой до 574 м, для Льюиса характерен более равнинный ландшафт, чем для гористого Гарриса. Льюис также более плодороден, чем Гаррис и другие острова Внешних Гебрид. Здесь находится крупнейший город и административный центр области Уэстерн-Айлс — Сторновей, здесь же сосредоточено три четверти населения Внешних Гебрид (18489 человек по переписи 2001 года).
Население Льюиса сосредоточено по побережью, единственным поселением во внутренних районах является деревня Ахмор. Крупные поселения помимо Сторновея (около 8000 человек) — Норт-Толста, Карлоуэй, Каланиш. При этом традиционно большинство обитателей Льюиса жили на отдельных фермах, разбросанных по всему острову (англ. crofts).

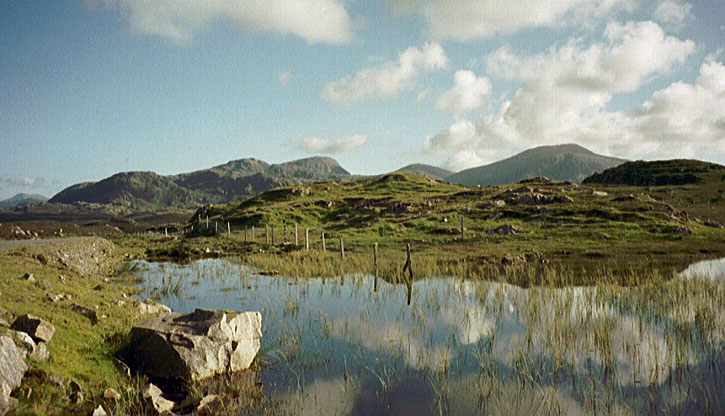
Озеро Уиг в центральной части Льюиса

Как и другие острова Внешних Гебрид, Льюис входил в состав шотландско-норвежского Королевства Островов, здесь происходила значительная скандинавская колонизация: по имеющимся оценкам, до 80 % топонимов на Льюисе (древнескандинавское Ljóðhús «местность Льода», от личного имени Льод, откуда также шотландская фамилия Маклеод) являются скандинавскими, значительное скандинавское влияние прослеживается и в местных диалектах шотландского языка). Весьма известны хранящиеся в Британском музее и Королевском музее Эдинбурга шахматные фигуры, найденные на острове Льюис в 1830 году и являющиеся значительным памятником скандинавского прикладного искусства. Льюис перешёл в состав Шотландии по Пертскому договору 1266 года, но Гебриды ещё долгое время сохраняли значительную автономию.
По сравнению с другими районами Шотландии на Льюисе сравнительно хорошо сохраняются кельтская шотландская народная культура и шотландский гэльский язык: до 60 % населения регулярно говорят на нём, а до 70 % могут его понимать; в некоторых районах доля владеющих гэльским превышает 70 %. Большинство жителей Льюиса — пресвитериане, что также способствовало хорошему сохранению гэльского языка, так как пресвитерианская церковь не запрещала его использование в богослужении. Сегодня преподавание на гэльском языке ведется в 15 из 22 начальных школ острова.
На Льюисе находится Калланиш — древнее культовое место, являющееся крупнейшим из известных на сегодняшний день памятников мегалитической культуры на Британских островах. Состоит из 13 вертикально стоящих групп камней или отдельных монументов высотой от 1 до 5 метров, образующих круги диаметром до 13 метров. Также Льюис известен достопримечательностью "Blackhouse Village" в поселке Гаренин, которая представляет собой 9 восстановленных традиционных домов местных жителей, которые жили и живут в этом регионе.